# Charlie McDowell
Charles Malcolm McDowell (Los Angeles, 10 juni 1983) is een Amerikaans-Britse filmregisseur, scenarioschrijver en filmproducent.

## Biografie
McDowell werd geboren op 10 juni 1983 in Los Angeles als zoon van de Britse acteur Malcolm McDowell en de Amerikaanse actrice Mary Steenburgen. Zijn stiefvader is acteur Ted Danson met wie Steenburgen in 1995 hertrouwde. In 2006 behaalde hij zijn Master of Fine Arts (MFA) in Directing aan het AFI Conservatory in Hollywood Hills.
Zijn regiedebuut was de film The One I Love uit 2014 met Mark Duplass en Elisabeth Moss. Zijn volgende film, The Discovery uit 2017, werd wereldwijd uitgebracht op Netflix. Naast films regisseert McDowell ook afleveringen van televisieseries.
McDowell werd in het verleden romantisch gelinkt aan actrices Haylie Duff, Rooney Mara en Emilia Clarke. In 2019 begon hij een relatie met Lily Collins, de dochter van Phil Collins. In september 2020 kondigden ze hun verloving aan en op 4 september 2021 traden ze in het huwelijk. Hun eerste kindje werd geboren in 2025.